# 卡弗拉爾 (巴拉奧納省)
18°15′N 71°13′W / 18.250°N 71.217°W
卡弗拉爾（西班牙語：Cabral），是多明尼加共和國的城鎮，位於該國西南部，由巴拉奧納省負責管轄，面積149.3平方公里，2012年人口14,523，人口密度每平方公里97人。